# San Lorenzo (Panama)
San Lorenzo (katalonski Castillo San Lorenzo‎ za „Kaštel sv. Lovre”) je pomorska utvrda na ušću rijeke Chagres u panamskoj pokrajini Colón koja je dio obrambenog sustava veličanstvenih vojnih građevina iz 17. i 18. stoljeća koje su izgradili Španjolci kako bi zaštitili prekoatlantsku trgovinu. God. 1980. je utvrda San Lorenzo, zajedno s obližnjim utvrđenim povijesnim središtem Portobela, upisana na UNESCO-ov popis mjesta svjetske baštine u Sjevernoj Americi kao „izvanredan primjer španjolske vojne arhitekture, bogate povijesti, smješten u prekrasnom krajoliku”. 
God. 2012., Utvrde na karipskoj obali Paname su upisane na popis ugroženih mjesta svjetske baštine zbog nedostatnog održavanja i nekontrolirane urbane izgradnje.

## Povijest
Utvrda San Lorenzo je jedna od najstarijih u Amerikama. Njena izgradnja je započela po naredbi kralja Filipa II. 1598., a dovršena je 1601. godine po planu talijanskog arhitekta Antonellija. Antonellijeva renesansna utvrda je bila izgrađena na visokom grebenu, čime je kontrolirala cijelo ušće rijeke, i bila je okružena kamenim bedemima ispunjenima nabijenom zemljom i sastojala se od sustava cik-cak uzlaznih kamenih zidina ispresijecanih lučnim otvorima i labirintom podzemnih tunela, te se smatrala neosvojivom napadom s mora.
To nije spriječilo engleskog pirata Henryja Morgana da ju opsjedne i osvoji 1670. godine. Njegova vojska od 400 mornara, pod vodstvom Josepha Bradleya, je odvažnim napadom s kopna osvojila utvrdu San Lorenzo, kao uvod u Morganovo pustošenje grada Paname do kojega je došao upravo rijekom Chagres. 
Utvrda je kasnije obnovljena kao zatvor i njezinim podzemnim tunelima nekad su bili zatočeni markiz Pedro de Guzmán y Dávalos, guverner španjolske kolonije Tierra Firme (šp. za „kontinent”) i Francisco Antonio de Zela (1786. – 1821.), heroj panamske borbe za neovisnost od Španjolske.
San Lorenzo je bio jedan od prvih spomenika koji je dobio državnu zaštitu u Panami, zajedno s Portobelom i Bazilikom sv. Jakova u Nati, još 1908. godine.

## Poveznice
- St. George (Bermudi), Velika Britanija)
- Brimstone Hill (Sveti Kristofor i Nevis)
- Vaubanove utvrde (Francuska)
- Kolonijalne utvrde i dvorci u Gani

## Vanjske poveznice
- Galerija fotografija  Arhivirana inačica izvorne stranice od 2. srpnja 2012. (Wayback Machine)